# Groppeltjärnarna (Sorsele socken, Lappland, 729181-150837)
Groppeltjärnarna är en sjö i Sorsele kommun i Lappland och ingår i Umeälvens huvudavrinningsområde. Groppeltjärnarna ligger i Vindelfjällen Natura 2000-område.